# Ralph Neville, I conde de Westmorland
Ralph Neville, I conde de Westmorland, 4.º barón Neville de Raby, conde mariscal de PC de KG (c. 1364 – 21 de octubre de 1425) fue un noble inglés de la Casa de Neville.

## Familia
Ralph Neville nació sobre el año 1364, hijo de John Neville, III barón Neville de Raby, y Maud Percy (d. antes del 18 de febrero de 1379), hija de Henry de Percy, II barón Percy de Alnwick, Northumberland, con Idoine de Clifford, hija de Robert de Clifford, I barón de Clifford. Neville tuvo un hermano menor, y cinco hermanas:
- Thomas Neville, V barón Furnivall,
- Alice Neville, que se casó conThomas Grey.
- Maud Neville
- Idoine Neville
- Eleanor Neville
- Elizabeth Neville

El padre de Neville se casó en segundas nupcias, antes del 9 de octubre de 1381 con Elizabeth Latimer, con la que tuvo otros dos hijos:
- John Neville, VI barón Latimer
- Elizabeth Neville

## Carrera
El primer destino militar de Neville fue en Bretaña bajo el tío de Ricardo II, Thomas de Woodstock, que le ordenaría caballero en Saint-Omer en julio de 1380. El 14 de noviembre de 1381 él y su primo, Henry 'Hotspur' Percy, fueron encargados de presidir un duelo entre un Inglés y un Escocés, y el 1 de diciembre de 1383, él y su padre se encargaron de recibir los 24.000 marcos pagados por los escoceses en rescate del Rey David. El 26 de octubre de 1385 fue nombrado gobernador conjunto de Carlisle con Sir Thomas Clifford, y el 27 de marzo de 1386 fue nombrado, junto con Clifford, Guardián de la Marca del Oeste.
Neville heredó el título de Barón Neville con 24 años tras la muerte de su padre el 17 de octubre de 1388, y fue convocado al Parlamento de 6 de diciembre de 1389 a 30 de noviembre de 1396 por escrito dirigido a Radulpho de Nevyll de Raby. El 25 de octubre de 1388 fue designado, junto con otros, para supervisar fortificaciones en la frontera escocesa, y el 24 de mayo de 1389 fue hecho guardián vitalicio de los bosques reales al norte del Trent. En 1393 y 1394 participó en las negociaciones de paz con Escocia.
En 1397 Neville apoyó los procedimientos de Ricardo II contra Thomas de Woodstock y los Señores Appellant, y fue creado Conde de Westmorland como recompensa a los servicios prestados el 29 de septiembre de aquel año. Aun así su lealtad al Rey estuvo probada poco después. Su primera mujer, Margaret Stafford, había muerto el 9 de junio de 1396, y el segundo matrimonio de Neville con Joan Beaufort antes del 29 de noviembre de 1396 le convirtió en yerno del tío del rey, el Duque de Lancaster. Así, cuándo Ricardo desterró al primogénito y heredero de Juan, Henry Bolingbroke, el 16 de septiembre de 1398, y confiscó sus propiedades tras la muerte del duque el 3 de febrero de 1399, Westmorland se sintió tentado de apoyar a su cuñado. Bolingbroke desembarcó con una pequeña fuerza en Ravenspur en julio de 1399. Westmorland y el Conde de Northumberland formaban parte de la diputación en la Torre que recibió la abdicación Ricardo, y Westmorland portó el pequeño cetro llamado el 'virge' en la coronación de Bolingbroke como Enrique IV el 13 de octubre de 1399.
Para su apoyo al nuevo rey, Westmorland fue premiado con el nombramiento vitalicio de Conde Mariscal el 30 de septiembre de 1399 (a pesar de que dimitió oficialmente del cargo en 1412), la concesión vitalicia del honor de Richmond el 20 de octubre (pese a que esta conceesión no fue acompañada del título condal), y varias guardianías. Antes del 4 diciembre fue nombrado miembro del Consejo Real. En marzo de 401, Westmorland fue uno de los comisarios que estuvo en las negociaciones matrimoniales entre la primogénita del rey Blancs de Inglaterra, y Luis III, hijo de Roberto, Rey de romanos, y en 1403 fue nombrado Caballero de la Jarretera, tomando el sitio dejó vacante por la muerte de Edmund de Langley, Duque de York.
Según Tuck, Westmorland tuvo poca influencia en las fronteras escocesas en los primeros años del reinado de Enrique IV, donde las guardianías de las marcas estuvieron monopolizadas por los Percys, llevando a una creciente rivalidad entre las dos familias. Aun así, en 1403 los Percys, espoleados por varias ofensas, toaron las armas contra el Rey, y fueron derrotados en la Batalla de Shrewsbury el 21 de julio de 1403. El hijo del conde de Northumberland, Henry 'Hotspur' Percy, fue muerto en Shrewsbury, y su hermano, el Conde de Worcester, fue ejecutado dos días más tarde. Tras Shrewsbury, Enrique ordenó a Westmorland reunir un ejército tropas e impedir que los hombres de Northumberland, aún en el norte, se desplazaran al sur. El 6 de agosto de 1403, como recompensa por sus servicios en hacer retroceder a Northumberland hasta Warkworth, Westmorland recibió la guardianía de la Marca Del oeste qué Northumberland había ostentado desde 1399, la guardianía de la Marca Del este, anteriormente había correspondido a Henry 'Hotspur' Percy, siendo entregada al hijo de 14 años del Rey, [ John de Lancaster], Duque de Bedford.
Dos años más tarde Northumberland, junto a Lord Bardolf, se rebeló nuevamente contra el Rey. El plan del conde era capturar a Westmorland por sorpresa al comienzo y a comienzos de mayo de 1405, con 400 hombres, Northumberland lanzó un ataque sorpresa contra Witton-le-Wear, donde se hospedaba Westmorland, pero el intentó fracasó y Westmorland huyó. El conde reunió rápidamente un ejército y derrotó a las fuerzas de Percy en Topcliffe, tras lo que marchó hacia York junto con, Juan de Lancaster, para enfrentarse a un ejército rebelde de 8000 hombres en Shipton Moor dirigido por el Arzobispo Richard Scrope, Thomas de Mowbray, IV Conde de Norfolk, y William Plumpton, sobrino de Scrope. Superados en número por el enemigo, Westmorland recurrió a la astucia e hizo creer a Scrope y sus aliados que sus demandas serían aceptadas y su seguridad personal garantizada. Una vez fue desbandado el ejército de Scrope el 29 de mayo, Scrope, Mowbray y Plumpton fueron arrestados, condenados por traición y ejecutados a las afueras de York el 8 de junio de 1405. Aunque Westmorland entregó a Scrope y sus aliados al Rey en Pontefract, no jugó ningún papel en su irregular juicio y ejecución, habiendo sido enviado al norte por el rey el 4 de junio para incautar los castillos de Henry Percy. Es incierto si Northumberland había planeado rebelarse abiertamente en concierto con Scrope, pero en ningún momento apoyó al arzobispo y huyó a Escocia tras su fallido intento de capturar a Westmorland. Sus propiedades fueron posteriormente incautadas por la corona, y Ralph, conde de Westmorland, como recompensa por haber sofocado la rebelión de 1405 sin apenas derramamiento de sangre, recibió muchas de las antiguas propiedades de los Percy en Cumberland y Northumberland en junio de 1405.
Tras la muerte de Enrique IV Westmorland se dedicó principalmente a la defensa de la frontera norte en su condición de Guardián de la Marca del Oeste (1403 – 1414). En 1415 derrotó decisivamente a los escoceses en la Batalla de Yeavering. Westmorland no participó en las campañas francesas de Enrique V, y Tuck nota que su relación con el nuevo rey no era cercana, quizás en parte por la implicación del yerno de Westmorland, Thomas Grey de Heaton, en el Complot de Southampton. Tras la muerte del rey, Westmorland formó parte del Consejo de Regencia durante la minoría de Enrique VI.

## Matrimonios y descendencia

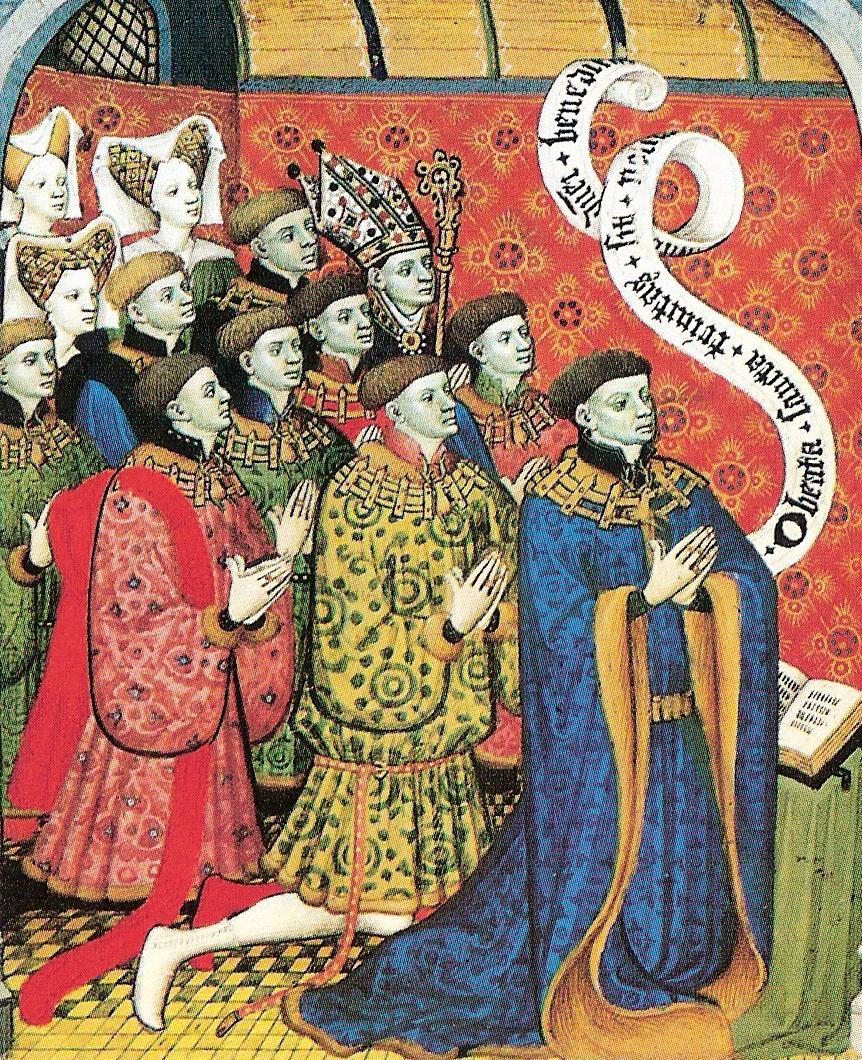
Miniatura del Conde de Westmorland con doce de sus niños por Pol de Limbourg. Una segunda miniatura presenta su segunda mujer, Joan, con el resto de sus niños.

Efigie de Ralph Neville, 1.º Conde de Westmorland y sus dos mujeres, Iglesia de Staindrop

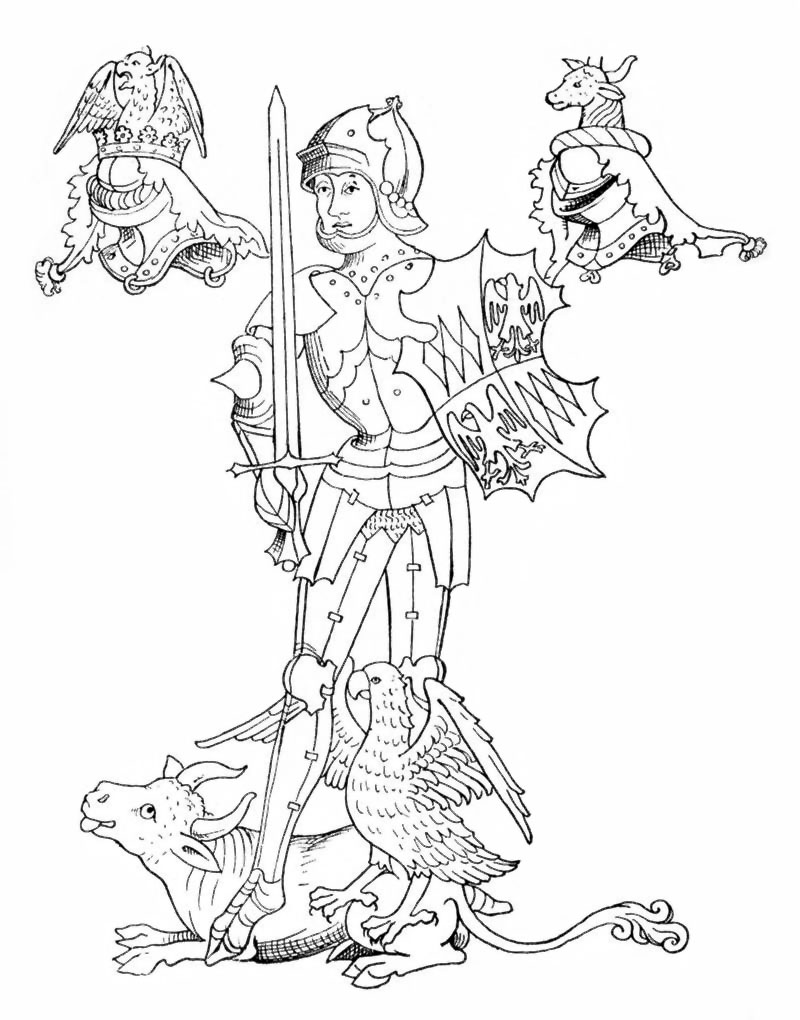
Richard Neville, nieto de Ralph Neville, conocido como "El hacedor de reyes"

Neville se casó en primeras nupcias con Margaret Stafford (d. 9 de junio de 1396), primogénita de Hugh Stafford, 2.º Conde de Stafford, y Philippa Beauchamp, hija de Thomas Beauchamp, 11.º Conde de Warwick con Katherine Mortimer, hija de Roger Mortimer, conde de la Marca. Tuvieron dos hijos y seis hijas:
- John Neville (c.1387 – antes de que 20 de mayo de 1420), casado con Elizabeth Holland, quinta hija de Thomas Holland, conde de Kent, y Alice FitzAlan.[13]
- Ralph Neville (d. 25 Feb 1458), que se casó con su hermanastra, Mary Ferrers, hija de Robert Ferrers, Barón Ferrers, y Joan Beaufort.[14]
- Maud Neville (d. Octubre 1438), casada con Peter de Mauley, 5.º Barón Mauley.
- Alice Neville, casada en primeras nupcias con Thomas Grey, decapitado el 2 de agosto de 1415 por su participación en el Complot de Southampton y en segundas con Gilbert Lancaster.[15]
- Philippa Neville, casada antes del 20 de julio de 1399 con Thomas Dacre, 6.º Barón Dacre de Gilsland (d. 5 de enero de 1458).[16]
- Elizabeth Neville, que ingresó en un convento.
- Anne Neville (b. Circa 1384), que se casó antes del 3 de febrero de 1413, con Gilbert Umfraville, que falleció en la Batalla de Baugé en Anjou el 22 de marzo de 1421.[17]
- Margaret Neville (d. 1463/4), casada en primeras nupcias con Richard Scrope, 3.º Barón Scrope de Bolton, y segundamente, con el escudero William Cressener.[18]

Neville se casó en segundas nupcias con, Joan Beaufort, viuda de Robert Ferrers, 2.º Barón Ferrers. Joan era la hija legitimada de Juan de Gante,  Duque de Lancaster, con su amante y más tarde tercera mujer, Katherine Swynford. Tuvieron nueve hijos y cinco hijas:
- Richard Neville, V conde de Salisbury (1400 – 1460), casado con Alice Montagu, V condesa de Salisbury. Su hijo fue Richard Neville, 16.º Conde de Warwick (1428–1471), 'El Kingmaker'.
- Henry Neville.
- Thomas Neville.
- Cuthbert Neville.
- Robert Neville, Obispo de Salisbury y Durham.
- William Neville, 1.º Conde de Kent.
- John Neville.
- George Neville, 1.º Barón Latimer.
- Edward Neville, 3.º Barón Bergavenny.
- Joan Neville, quién devenía un nun.
- Katherine Neville, casado en primer lugar, el 12 de enero de 1411 con John Mowbray, 2.º Duque de Norfolk, luego con Thomas Strangways, después con John Beaumont, 1.º Viscount Beaumont, y finalmente con John Woodville (d. 12 de agosto de 1469).
- Eleanor Neville (1398–1472), casada en primer lugar con Richard le Despenser, IV barón Burghersh, luego con Henry Percy, 2.º Conde de Northumberland.
- Anne Neville (1414–1480), casada en primer lugar a Humphrey Stafford, I duque de Buckingham, y luego con Walter Blount, 1.º Barón Mountjoy.
- Cecily Neville (1415–1495), casada con Ricardo de York. Será la madre de Eduardo IV y Ricardo III.

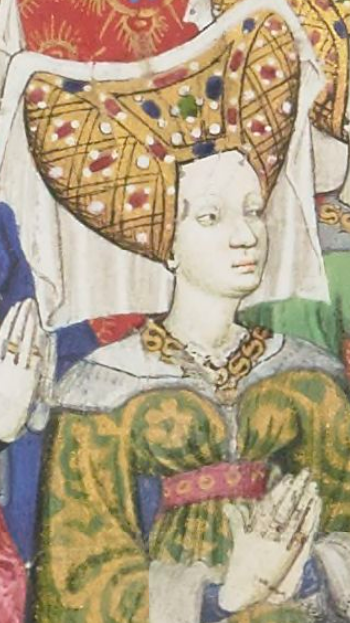
Cecily Neville

## Muerte
Westmorland murió el 21 de octubre de 1425. Fue enterrado en el coro de su iglesia colegial de St. Mary en Staindrop. La tumba de alabastro magnífica con efigies de él y sus dos mujeres allí ha sido denominada como el más fino monumento sepulcral del norte de Inglaterra. Ninguna de sus mujeres está enterrada con él. Su primera mujer, Margaret Stafford, fue enterrada en Brancepeth, Durham, mientras su segunda mujer, Joan Beaufort, fue enterrado con su madre en el santuario de la catedral de Lincoln.
Westmorland sobrevivió a su primogénito John Neville, y fue sucedido en el título por su nieto Ralph Neville, 2.º Conde de Westmorland.